# 리엄 오브라이언
리엄 오브라이언(영어: Liam O'Brien, 1976년 5월 28일 ~ )은 미국의 성우이다. 대표적 배역으로는 일본 애니메이션 《나루토》의 가아라 역, 리그 오브 레전드의 야스오 역, 워크래프트의 일리단 역이 있다. 아내는 같은 성우인 에이미 킨케이드이다.

## 성우 출연작 목록

### 일본 애니메이션
- 그 남자! 그 여자! - 아사바 히데아키
- 나루토 - 가아라
- 무장연금 - 나카무라 고타
- 무한의 주인 - 가와카미 아라야
- 블리치 - 우키타케 주시로
- 코드 기어스 반역의 를르슈 - 로이드 애스플런드
- 타이거 & 버니 - 유리 페트로프 / 루나틱
- 테니스의 왕자 - 에치젠 난지로, 아라이 마사시
- 페이트/스테이 나이트 - 아처
- 페이트/제로 - 마토 카리야

### 미국 애니메이션
- 어벤저스 어셈블 - 요한 슈미트 / 레드 스컬
  - 헐크와 스매쉬 요원들 - 레드 스컬
  - 피니와 퍼브 - 레드 스컬
- 울버린과 엑스맨 - 나이트크롤러
- 트랜스포머 어드벤처 - 언더바이트

### 게임
- 철권 - 미겔 까바예로 로호